# Remzi
Mehmet Remzi Raşa, dit Remzi, né en 1928 à Kırıkhan (Hatay) en Turquie et mort le 23 juillet 2015 à Paris 14e, est un peintre, pastelliste et graveur français d'origine kurde.

## Biographie

### Premières années
Kirikhan est alors la sous-préfecture du Sandjak d’Alexandrette sous mandat français. Son père est un notable, chef de tribu, issu de l’aristocratie kurde et sa mère, une riche propriétaire terrienne.
Ses parents se séparent avant sa naissance. Remzi sera confié à une amie proche de la famille qui l’élèvera dans la langue kurde avant qu’il ne rejoigne sa mère en 1937.
Il découvre des reproductions de tableaux dans ses livres de français, suit les cours de dessin dispensés à l’école primaire. « Né dans une région où n’existaient ni peintres, ni peinture, je suis un autodidacte. On peut dire que je suis peintre de naissance. »
En 1940 chassé par sa mère, il retrouve son père remarié, et entame ses études secondaires à Antioche. Il voit le musée des mosaïques. Il se procure pigments, huile et essence chez un garagiste, peintre en lettres à l’occasion.
En 1946 soutenu par le préfet de région et bravant l’opposition paternelle, il part pour Istanbul et intègre l’École des Beaux-Arts dans l’atelier de Bedri Rhami Eyuboglou. Il fera partie de « 10lar Grubu » (le groupe des 10) tous élèves de Bedri Rahmi Eyuboglu avec Turan Erol, Orhan Peker, Nevin Çokay, ..
La section peinture et gravure est alors dirigée par le peintre français Léopold Lévy.
En 1947, il expose ses premières œuvres à  Kirikhan et Antioche dans « les maisons du peuple » et en 1948 à Istanbul.

### Le choix de Paris
Après un premier séjour en 1953, Remzi décide de se fixer définitivement à Paris en 1956. C’est pour lui une « Deuxième naissance ». À l’époque centre du monde pour les artistes étrangers. Montparnasse, est alors fréquenté par Kremègne, Manekatz, Zadkine, Yves Klein, César, Charchoune, Giacometti…Il y retrouve des compatriotes comme Fikret Mualla, Nejad Devrim, Selim Turan, Abidin Dino, Hakki Anli, Mübin Ohon, Avni Arbas, Albert Bitran, avec lesquels il constitue « L’École de Paris turque ».

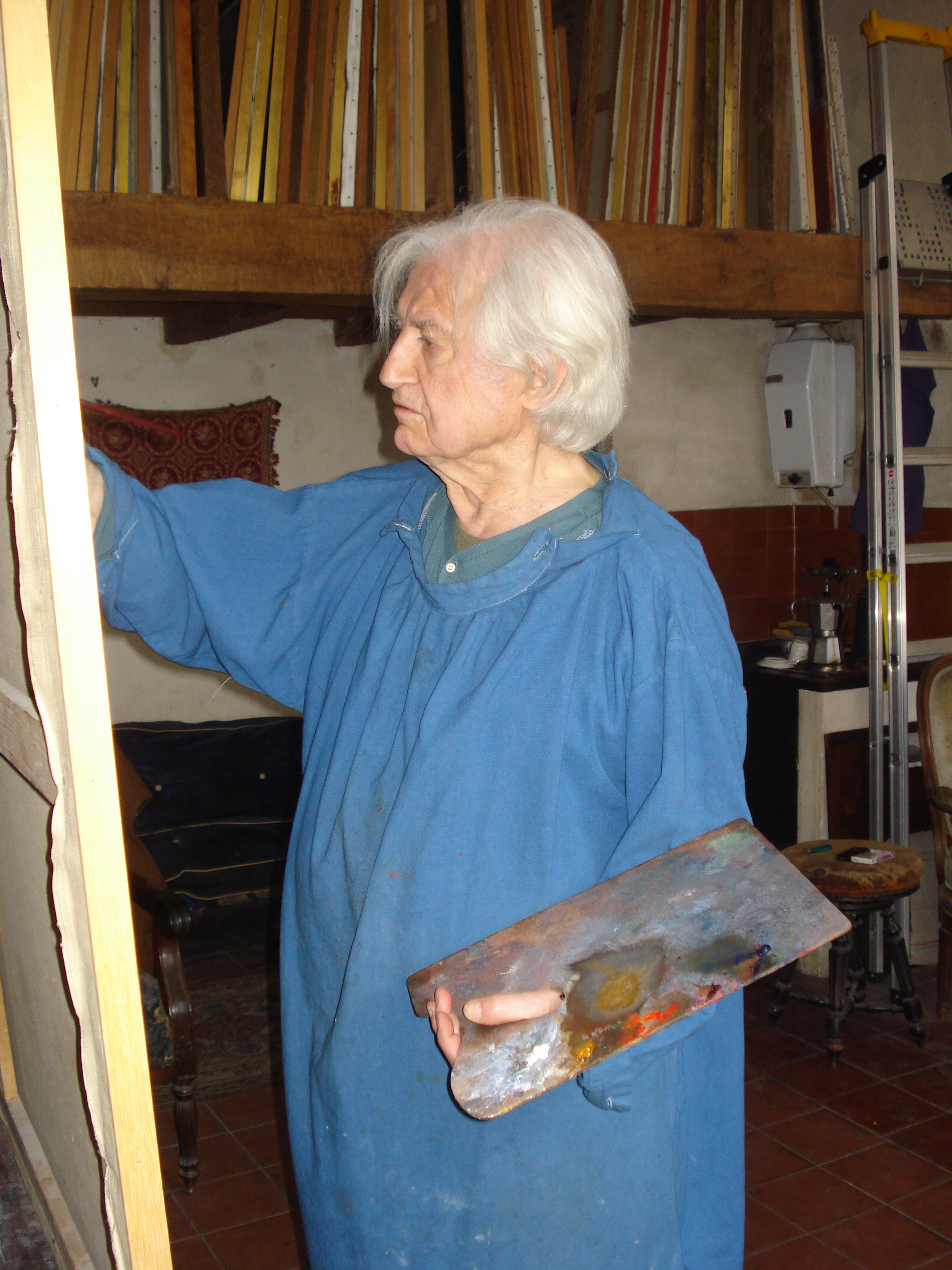
Remzi dans l'atelier à Paris.

Tenté par l’abstraction, très en vogue à l’époque, il en éprouve rapidement les limites. Il fréquente l’atelier du graveur Friedlaender et la Grande Chaumière. Il se remet à peindre des personnages, des natures mortes, des paysages…les compagnons de son enfance. « 	Remzi a peint de nombreuses natures mortes dans lesquelles les objets qui l’ont accompagné dans ses déplacements ont une place privilégiée : un sucrier blanc, une cruche verte ou un buffet…On peut tout à fait voir dans la peinture de ces objets la construction d’un monde protégé, rassurant dans l’exil. »
C’est à Paris qu’une relation filiale se noue avec Léopold Lévy jusqu’à la mort de ce dernier en 1966. Tous deux partiront peindre dans le midi, à Ceyreste près de La Ciotat, et en Normandie.
De 1972 à 1985, Remzi passe les étés au Poët Sigillat à côté de Nyons dans la Drôme provençale. Il retrouve là les montagnes de son Kurdistan natal. Sa palette, plutôt sombre s’éclaircit.
À partir de 1985, Remzi retourne à une palette plus sourde. Ses thèmes de prédilection se portent sur les femmes souvent seules dans les cafés. Au départ, des croquis sur le vif puis des déclinaisons de formats et de techniques : huile ou pastel dont il a acquis une grande maîtrise.

## Expositions
| Date | Intitulés | Lieux              |
| ---- | --- | ------------------ |
| 1947 | Expositions personnelles | Antioche           |
| 1947 | Expositions personnelles | Istanbul           |
| 1948 | Maison du Peuple Sisli | Istanbul           |
| 1950 | Exposition personnelle | Kirikhan           |
| 1955 | La Hune Exposition de groupe Gravures | Paris              |
| 1956 | Iris Clert Exposition de groupe Musée d’Art Moderne de la ville de Paris Première exposition Internationale d’Art Plastique                      | Paris              |
| 1956 | Galerie Sehir Exposition personnelle | Istanbul           |
| 1957 | Galerie Estève Exposition de groupe | Paris              |
| 1958 | Salon des Surindépendants | Paris              |
| 1961 | Académie des Beaux-Arts Exposition groupe | Istanbul           |
| 1962 | Exposition de groupe organisée par Le Pati Ouvrier Turc                                                                                          | Istanbul           |
| 1965 | Galerie 7 Exposition groupe | Paris              |
| 1966 | Galerie Dogus Exposition groupe | Ankara             |
| 1968 | Galerie La Bazarine Exposition groupe Portraits                                                                                                  | Paris              |
| 1968 | Galerie La Muraille « Sept peintres turcs à Paris »                                                                                              | Besançon           |
| 1969 | Exposition personnelle | Boulogne sur Seine |
| 1971 | Musée National de Laon Exposition rétrospective                                                                                                  | Mantes la Jolie    |
| 1972 | Galerie Tivey-Faucon Exposition personnelle | Paris              |
| 1972 | Galerie Chantepierre Exposition personnelle | Suisse             |
| 1972 | Galerie Tivey-Faucon Exposition de groupe Hommage à Pougny                                                                                       | Paris              |
| 1974 | Salon d’Art | Mantes la Jolie    |
| 1974 | Galerie Kriegel Exposition de groupe Portraits                                                                                                   | Paris              |
| 1977 | Galerie La Galée Exposition de groupe | Montélimar         |
| 1977 | Palais de l’Europe Exposition de groupe | Menton             |
| 1977 | Galerie Saint-Georges Exposition de groupe | Lyon               |
| 1978 | Galerie de Nevers Exposition de groupe | Paris              |
| 1978 | Musée Château Exposition personnelle rétrospective                                                                                               | Dourdan            |
| 1980 | Galerie de Nevers Exposition personnelle | Paris              |
| 1980 | Galerie J. Auriel Exposition personnelle | Toulouse           |
| 1980 | Galerie Claude Hémery Exposition de groupe | Paris              |
| 1980 | Les Hauts de Belleville Exposition de groupe | Paris              |
| 1981 | Brigitte Schéhadé Exposition de groupe | Paris              |
| 1982 | Galerie Ikuo Exposition personnelle Pastels | Paris              |
| 1982 | Galerie J. Auriel Exposition personnelle | Toulouse           |
| 1982 | Association « La Rue de Bourgogne » Exposition personnelle                                                                                       | Paris              |
| 1983 | I.N.E.P. Exposition personnelle rétrospective | Marly-le-Roi       |
| 1985 | Galerie Istria-Damez Exposition personnelle | Paris              |
| 1985 | Galerie J. Auriel Exposition personnelle | Toulouse           |
| 1988 | Artefieria | Bologne Italie     |
| 1989 | Galerie Nadalini Exposition personnelle | Paris              |
| 1989 | Galerie des Artistes Exposition personnelle | Paris              |
| 1992 | Musée Carnavalet Exposition de groupe | Paris              |
| 1993 | Galerie Étienne de Causans Exposition personnelle                                                                                                | Paris              |
| 1994 | Galerie am Domhof Exposition de groupe « Les Peintres de Paris »                                                                                 | Zwickau            |
| 1997 | La Capitale Galerie Exposition personnelle | Paris              |
| 2001 | Galerie Claudine Legrand Exposition personnelle                                                                                                  | Paris              |
| 2005 | Musée du Montparnasse Exposition personnelle « De Montparnasse aux divins divans »                                                               | Paris              |
| 2008 | La Capitale Galerie Exposition personnelle | Paris              |
| 2009 | La Petite Galerie Exposition de groupe Saison turque à Paris                                                                                     | Paris              |
| 2010 | Musée du Montparnasse Exposition de groupe Une École de Paris Turque                                                                             | Paris              |
| 2012 | Santral Istanbul « Yalnizlgi Secmek » (Choisir la solitude) Bir Retrospektif 1946-2006                                                           | Istanbul           |
| 2012 | « Yalnizlgi Secmek » (Choisir la solitude) Bir Retrospektif 1946-2006                                                                            | Diyarbakir         |
| 2012 | Artisan Sanat Galerisi Exposition personnelle | Istanbul           |
| 2017 | Bétonsalon - Centre d'art et de recherche Exposition de groupe Tell me the story of all these things. Beginning wherever you wish, tell even us. | Paris              |
| 2022 | L'Air de Paris - Arkas Sanat Merkezi Exposition de groupe École de Paris 1945-1968                                                               | Izmir              |

### Projet
| Date | Intitulés                                                                                       | Lieux    |
| ---- | ----------------------------------------------------------------------------------------------- | -------- |
| 2014 | Exposition dans le cadre de l’hommage à Léopold Lévy rendu par Mimar Sinan Université à Tophane | Istanbul |

#### Presse et articles
- 1947 Atayolu
- 1971 Edouard Roditi Jeune Afrique- Marcel Espiau Le Journal du Parlement
- 1972 Jean Dalevèze, Les Nouvelles littéraires- Robert Vrinat, L’Humanité- Raymond Charmet, Le Nouveau Journal
- 1974 Costa Da Ponte, Çumhuriyet
- 1978 Jean-Marie Dunoyer Le Monde
- 1978 Jeanine Warnod, Le Figaro
- 1980 Philippe Dagen, Le Quotidien de Paris
- 1997 Marc Hérissé, La Gazette Drouot
- 1989 Henri Van Lier, Remzi, L’Interculturel (Préface)
- 1991 P.G. Bruguière
- 1992 Mehmet Uzun, Nûdem
- 2005 Murat Aktas, Gunden
- 2010 Gaye Petek, (préface)- Sehmus Güzel
- 2012 Uğur Hüküm, Cumhuriyet
- 2021 Istanbul-Montparnasse, Editions Déclinaison, 2021, 268 p. (ISBN 978-2-9553310-4-0)